# I bitwa pod El Alamein
I bitwa pod El Alamein – bitwa stoczona w czasie kampanii afrykańskiej II wojny światowej w dniach 1–27 lipca 1942 r. pomiędzy włoskimi wojskami i niemieckimi oddziałami Afrika Korps pod dowództwem feldmarszałka Erwina Rommla a brytyjską 8 Armią dowodzoną przez generała Claude’a Auchinlecka.
Po porażce w bitwie pod Gazalą w czerwcu 1942 roku brytyjska 8 Armia wycofała się z Mersa Matruh na linię Alamein w Egipcie, 60-kilometrową lukę między El Alamein i depresją Kattara na Pustyni Libijskiej.
1 lipca nastąpił atak Afrika Korps. Linie alianckie wytrzymały atak i spowodowały utknięcie oddziałów Osi. 2 lipca Rommel skoncentrował swoje siły na północy, zamierzając obejść El Alamein. Generał Auchinleck zarządził kontratak na centrum linii przeciwnika, jednak bez rezultatu. Wskutek silnego oporu wojsk alianckich Rommel zdecydował się dokonać przegrupowania i bronić osiągniętych rubieży.
Auchinleck zaatakował ponownie 10 lipca w Tel el Eisa na północy, biorąc do niewoli około tysiąca jeńców. Po nieudanym kontrataku Niemców brytyjski generał ponownie zaatakował w centrum, staczając dwie kolejne potyczki pod Ruweisat, 14 i 21 lipca. Nie przyniosły one sukcesu, a brak broni pancernej, która nie dotarła na czas do piechoty, spowodował utratę 700 żołnierzy. Pomimo tego 27 lipca przypuszczono dwa kolejne ataki na północ od Tel el Eisa, jednak z niewielkim skutkiem – drugi atak, pod Miteriją, okazał się pechowy, gdyż z powodu nieoczyszczenia pól minowych do żołnierzy nie dotarła broń pancerna, która mogła ich skutecznie wesprzeć w obliczu niemieckiego kontrataku.
8 Armia była wyczerpana i Auchinleck rozkazał zakończyć operacje ofensywne i rozpocząć umacnianie linii obronnych, spodziewając się poważniejszej ofensywy niemieckiej.
Bitwa doprowadziła do sytuacji patowej, jednak postępy wojsk Osi na Aleksandrię i Kair zostały zatrzymane. Podjęta przez Rommla w sierpniu kolejna próba obejścia lub przełamania sił alianckich została zniweczona w bitwie pod Alam Halfa, a w październiku wzmocniona 8 Armia, teraz pod dowództwem generała Bernarda Law Montgomery’ego, ostatecznie pokonała siły Osi w II bitwie pod El Alamein.

## Tło

### Odwrót z Gazali

Mapa kampanii w Afryce Północnej 1941–1942

Po porażce w bitwie pod Gazalą we wschodniej Libii w czerwcu 1942 roku brytyjska 8 Armia, dowodzona przez gen. por. Neila Ritchiego, wycofała się na wschód od linii Gazali do północno-zachodniego Egiptu aż do Mersa Matruh, około 160 km od granicy. Ritchie zdecydował, że nie będzie utrzymywał pozycji na granicy egipskiej, ponieważ plan obronny zakładał, że piechota będzie utrzymywała bronione miejscowości, a za nimi staną potężne siły pancerne, aby stawić czoła wszelkim próbom przebicia się lub oskrzydlenia stałych umocnień. Ritchie nie miał już praktycznie żadnych jednostek pancernych zdolnych do walki, dlatego obawiał się, że pozycje jego piechoty zostaną pokonane jedna po drugiej. Plan obrony Mersa Matruh również obejmował rezerwę pancerną, ale przy jej braku Ritchie uważał, że w tym miejscu może tak zorganizować swoją piechotę, aby osłaniała pola minowe pomiędzy bronionymi miejscowościami, uniemożliwiając saperom Osi ich zneutralizowanie.
Aby bronić linii Matruh, Ritchie umieścił 10 Indyjską Dywizję Piechoty w samym Matruh i 50 Dywizję Piechoty Northumbrian około 24 km wzdłuż wybrzeża w Gerawla pod dowództwem X Korpusu, który niedawno przybył z Syrii. W głąb lądu na południe od X Korpusu znajdowałby się XIII Korpus z 5 Indyjską Dywizją Piechoty (z tylko jedną brygadą piechoty – 29 Indyjską – dwoma pułkami artylerii) wokół Sidi Hamza około 32 km w głąb lądu oraz nowo przybyła 2 Dywizja Nowozelandzka (z jedną brygadą, 6., która do tej pory nie walczyła na wypadek, gdyby dywizja została rozbita i brygada byłaby potrzebna jako jądro nowej dywizji) w Minqar Qaim (na skarpie 48 km w głąb lądu) i 1 Dywizja Pancerna na otwartej pustyni na południu. 1 Dywizja Pancerna przejęła 4. i 22 Brygadę Pancerną od 7 Dywizji Pancernej, która w tym czasie miała tylko trzy pułki czołgów (bataliony) między sobą.
25 czerwca gen. Claude Auchinleck – Naczelny Dowódca na Bliskim Wschodzie – zwolnił Ritchiego i sam przejął bezpośrednie dowództwo nad 8 Armią. Postanowił nie dążyć do decydującej konfrontacji na pozycji Mersa Matruh. Doszedł do wniosku, że jego gorsza pozycja w broni pancernej po porażce pod Gazalą oznacza, że nie będzie w stanie zapobiec przebiciu się Rommla przez jego centrum ani okrążeniu jego otwartego lewego skrzydła na południu w taki sam sposób, w jaki stało się to pod Gazalą. Zamiast tego postanowił zastosować taktykę opóźniającą, wycofując się o kolejne 160 km lub więcej na wschód na łatwiejsze do obrony pozycje w pobliżu El Alamein na wybrzeżu Morza Śródziemnego. Tylko 64 km na południe od El Alamein, strome zbocza depresji Kattara wykluczały możliwość poruszania się czołgów Osi wokół południowego skrzydła jego obrony i ograniczały szerokość frontu, którego musiał bronić.

### Bitwa o Mersa Matruh

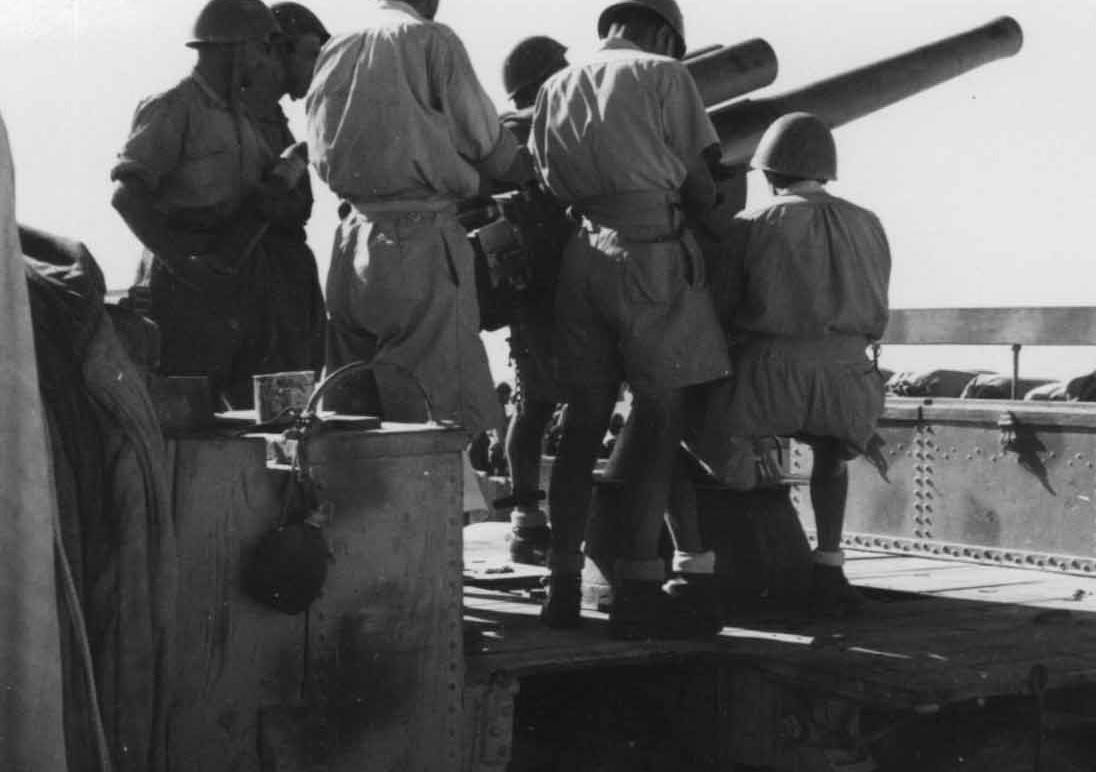
Włoska bateria przeciwlotnicza w Mersa Matruh w czerwcu 1942

Podczas przygotowywania pozycji pod El Alamein, Auchinleck prowadził zdecydowane działania opóźniające, najpierw w Mersa Matruh w dniach 26–27 czerwca, a następnie w Fuka 28 czerwca. Późna zmiana rozkazów spowodowała pewne zamieszanie w formacjach wysuniętych (X i XIII Korpus) i rozdarcie pomiędzy chęcią zadania strat wrogowi a zamiarem, by nie ugrzęznąć na pozycji w Matruh, lecz wycofać się w porządku i zachowując zdolność do walki. Rezultatem była słaba koordynacja pomiędzy dwoma wysuniętymi korpusami i jednostkami w ich obrębie. Późnym wieczorem 26 czerwca niemiecka 90 Dywizja Lekka i 21 Dywizja Pancerna zdołały przedostać się przez pola minowe w centrum frontu. Wczesnym rankiem 27 czerwca, wznawiając natarcie, 90 Dywizja Lekka została zatrzymana przez artylerię brytyjskiej 50 Dywizji. Tymczasem 15. i 21 Dywizja Pancerna nacierały na wschód powyżej i poniżej skarpy. 15 Dywizja Pancerna została zablokowana przez 4 Brygadę Pancerną i 7 Brygadę Motorową, ale 21 Dywizja Pancerna otrzymała rozkaz ataku na Minqar Qaim. Rommel nakazał 90 Dywizji Lekkiej wznowienie natarcia, wymagając od niej przecięcia drogi nadbrzeżnej za pozycjami 50 Dywizji do wieczora. Gdy 21 Dywizja Pancerna ruszyła na Minqar Qaim, 2 Dywizja Nowozelandzka została otoczona, ale wyrwała się z okrążenia w nocy z 27 na 28 czerwca bez poważniejszych strat i wycofała się na wschód.

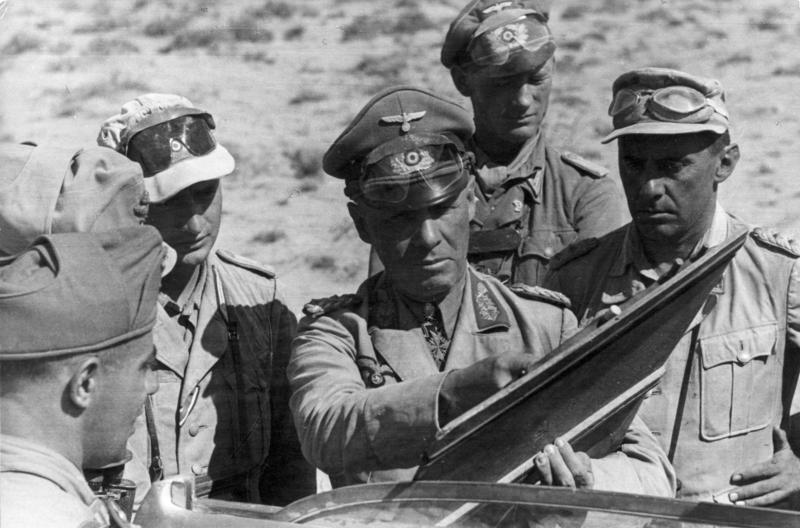
Rommel w Afryce Północnej, czerwiec 1942

Auchinleck zaplanował drugą pozycję opóźniającą w Fuka, około 48 km na wschód od Matruh, i o 21:20 wydał rozkaz wycofania się na nią. Zamieszanie w komunikacji spowodowało jednak wycofanie się dywizji od razu na pozycję El Alamein. X Korpus, po nieudanej próbie zabezpieczenia pozycji na skarpie, nie miał kontaktu z 8 Armią od 19:30 do 4:30 następnego ranka. Dopiero wtedy dowództwo korpusu odkryło, że wydano im rozkaz wycofania się. Odwrót XIII Korpusu odsłonił południową flankę X Korpusu na wybrzeżu w Matruh, a jego linia odwrotu została zagrożona przez przecięcie drogi przybrzeżnej 27 km na wschód od Matruh. Żołnierze otrzymali rozkaz przebicia się na południe przez pustynię, a następnie skierowania się na wschód. Auchinleck nakazał XIII Korpusowi udzielenie wsparcia, lecz ten nie był w stanie tego zrobić. O godzinie 21:00 28 czerwca X Korpus – zorganizowany w grupy brygadowe – skierował się na południe. W ciemnościach panowało spore zamieszanie, zwłaszcza gdy alianci natknęli się na jednostki wroga, które zostały zatrzymane na noc. W trakcie nieplanowanej walki 5 Dywizja Indyjska poniosła szczególnie dotkliwe straty, w tym zniszczenie 29 Brygady Piechoty Indyjskiej w Fuka. Siły Osi wzięły do niewoli ponad 6000 jeńców, a także zdobyły 40 czołgów i ogromne ilości zaopatrzenia.

## Preludium

### Obrona w El Alamein

Mapa obszaru bitwy, lipiec 1942

Samo Alamein było nieistotnym dworcem kolejowym na wybrzeżu Morza Śródziemnego. Około 16 km na południe od niego leżało Wzgórze Ruweisat, niskie, kamieniste wzniesienie, które zapewniało doskonały punkt obserwacyjny na wiele kilometrów na otaczającą go pustynię; 32 km na południe znajdowała się depresja Kattara. Linia, którą Brytyjczycy wybrali do obrony, rozciągała się między morzem a depresją, co oznaczało, że Rommel mógł ją oskrzydlić tylko poprzez znaczne zboczenie na południe i marsz przez Saharę. Armia brytyjska w Egipcie rozpoznała teren już przed wojną i kazała 8 Armii rozpocząć budowę kilku „stref” (miejscowości z okopami otoczonych polami minowymi i drutem kolczastym), z których najbardziej rozbudowane znajdowały się wokół stacji kolejowej w Alamein. Większość „linii” stanowiła otwarta pustynia. Gen. por. William Norrie (dowódca generalny XXX Korpusu) zorganizował pozycję i rozpoczął budowę trzech bronionych „stref”. Pierwsza i najsilniejsza, w El Alamein na wybrzeżu, została częściowo odrutowana i zaminowana przez 1 Dywizję Południowoafrykańską. Strefa Bab el Qattara – około 32 km od wybrzeża i 13 km na południowy zachód od grzbietu Ruweisat – została okopana, ale nie została odrutowana ani zaminowana, podczas gdy w polu Naq Abu Dweis (na skraju depresji Kattara), 55 km od wybrzeża, wykonano jeszcze mniej prac.
Pozycja Brytyjczyków w Egipcie była rozpaczliwa, ucieczka z Mersa Matruh wywołała panikę w brytyjskiej kwaterze głównej w Kairze, coś, co później określono jako „Flap”. W dniu, który zaczęto nazywać „Środą Popielcową”, w brytyjskiej kwaterze głównej, jednostkach tyłowych i brytyjskiej ambasadzie dokumenty zostały pospiesznie spalone w oczekiwaniu na rychły upadek miasta. Auchinleck – choć wierzył, że może powstrzymać Rommla pod Alamein – czuł, że nie może zignorować możliwości, w której zostanie ponownie przechytrzony lub pokonany. Aby zachować swoją armię, musiał zaplanować możliwość dalszego odwrotu, utrzymując jednocześnie wysokie morale i zachowując wsparcie oraz współpracę ze strony ludności egipskiej. Na zachód od Aleksandrii i na podejściach do Kairu zostały zbudowane pozycje obronne, podczas gdy znaczne obszary w delcie Nilu zostały zalane. Dowództwo Osi również wierzyło, że zdobycie Egiptu jest pewne; włoski przywódca Benito Mussolini – wyczuwając historyczny moment – poleciał do Libii, aby przygotować się do triumfalnego wjazdu do Kairu.

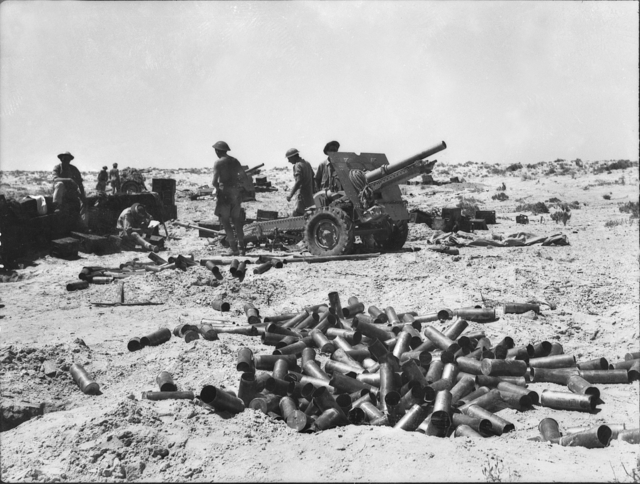
25-funtowe działa 2/8 Pułku Polowego Royal Australian Artillery w El Alamein, 12 lipca 1942

Rozproszenie X Korpusu w Mersa Matruh pokrzyżowało plan Auchinlecka obsadzenia obrony pod Alamein. 29 czerwca wydał rozkaz XXX Korpusowi – 1 Dywizji Południowoafrykańskiej oraz 5. i 10 Dywizji Indyjskiej – zajęcia sektora przybrzeżnego po prawej stronie frontu, a XIII Korpusowi – 2 Dywizji Nowozelandzkiej i 4 Dywizji Indyjskiej – zajęcia lewego pasa. Pozostałości 1. i 7 Dywizji Pancernej miały być utrzymywane jako mobilna rezerwa armii. Jego intencją było to, aby stałe pozycje obronne ukierunkowały i zdezorganizowały postęp wroga, podczas gdy mobilne jednostki miały atakować jego flanki i tyły.
30 czerwca Panzerarmee Afrika zbliżyła się do pozycji Alamein. Siły Osi były wyczerpane i nie miały pełnych stanów w jednostkach. Rommel jednak bezwzględnie popychał je naprzód, będąc pewnym, że jeśli uderzy szybko, zanim 8 Armia zdąży się zreorganizować, jego pęd pozwoli mu przejść przez pozycję Alamein i będzie mógł dotrzeć do Nilu, napotykając dalej jedynie niewielki opór. Zaopatrzenie pozostało problemem, ponieważ sztab Osi pierwotnie spodziewał się sześciotygodniowej przerwy po zdobyciu Tobruku. Niemieckie jednostki lotnicze były również wyczerpane i nie zapewniały zbytniej pomocy w obliczu zdecydowanego ataku RAF-u na linie zaopatrzeniowe Osi, który po przybyciu ciężkich bombowców USAAF mógł dotrzeć aż do Bengazi. Chociaż zdobyte w Tobruku zaopatrzenie okazało się przydatne, wody i amunicji stale brakowało, a niedobór środków transportu utrudniał dystrybucję nawet tego zaopatrzenia, które siły Osi posiadały.

### Plan ataku Osi
Plan Rommla zakładał, że 90 Dywizja Lekka oraz 15. i 21 Dywizja Pancerna Afrika Korps przebiją się przez linie 8 Armii między strefą Alamein a Deir el Abyad (które, jak uważał, będzie bronione). Następnie 90 Dywizja Lekka miała skręcić na północ, aby przeciąć drogę nadbrzeżną i uwięzić obrońców strefy Alamein (która według Rommla była obsadzona przez resztki 50 Dywizji Piechoty), po czym Afrika Korps miał skręcić w prawo, aby zaatakować tyły XIII Korpusu.

## Bitwa
Jedna włoska dywizja miała zaatakować strefę Alamein od zachodu, a inna miała podążać za 90 Dywizją Lekką. Włoski XX Korpus miał podążać za Afrika Korps i zająć się strefą Kattara, podczas gdy 133 Dywizja Pancerna „Littorio” i niemieckie jednostki rozpoznawcze miały chronić prawą flankę. Rommel planował atak 30 czerwca, ale trudności z zaopatrzeniem i transportem spowodowały jednodniowe opóźnienie, które było kluczowe dla reorganizacji sił obronnych na linii Alamein. 30 czerwca 90 Dywizja Lekka była nadal 24 km od linii wyjściowej, 21 Dywizja Pancerna została unieruchomiona z powodu braku paliwa, a obiecane wsparcie powietrzne nie dotarło jeszcze na jej wysunięte lotniska.

### Atak Armii Pancernej Afrika

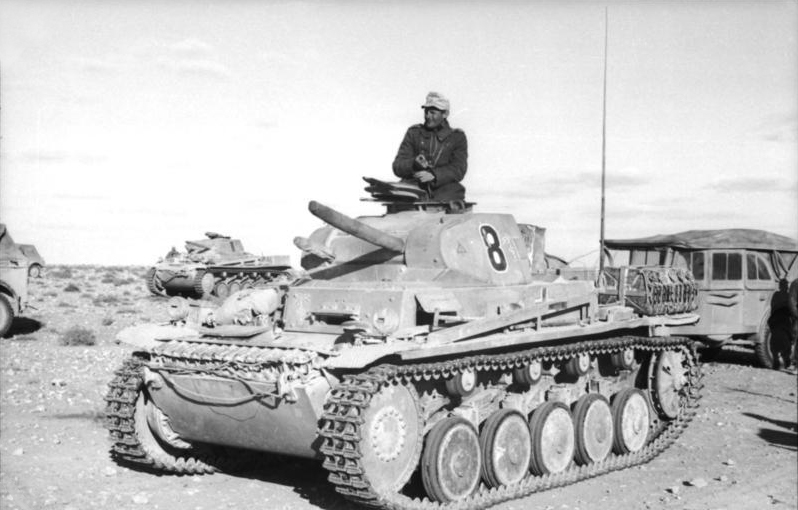
Panzer II z Afrika Korps

O godzinie 3:00 1 lipca 90 Dywizja Piechoty Lekkiej posunęła się na wschód, ale zboczyła zbyt daleko na północ i natknęła się na obronę 1 Dywizji Południowoafrykańskiej, gdzie została przygwożdżona. 15. i 21 Dywizja Pancerna zostały opóźnione przez burzę piaskową, a następnie ciężki atak powietrzny. Był już biały dzień, gdy Niemcy okrążyli Deir el Abyad, gdzie na wschód od niego znaleźli strefę obsadzoną przez 18 Indyjską Brygadę Piechoty, która po pośpiesznej podróży z Iraku późnym wieczorem 28 czerwca zajęła odsłoniętą pozycję tuż na zachód od grzbietu Ruweisat i na wschód od Deir el Abyad w Deir el Shein, aby stworzyć jedną z dodatkowych stref obronnych Norrie.
Około godziny 10:00 1 lipca 21 Dywizja Pancerna zaatakowała Deir el Shein. 18 Indyjska Brygada Piechoty – wspierana przez 23 25-funtowe armatohaubice, 16 nowych 6-funtowych dział przeciwpancernych i dziewięć czołgów Matilda – stawiała opór przez cały dzień w desperackiej walce, ale wieczorem Niemcom udało się ich pokonać. Czas, który udało im się zyskać, pozwolił jednak Auchinleckowi zorganizować obronę zachodniego krańca grzbietu Ruweisat. 1 Dywizja Pancerna została wysłana, aby interweniować w Deir el Shein. Natrafiła na 15 Dywizję Pancerną tuż na południe od Deir el Shein i zepchnęła ją na zachód. Pod koniec pierwszego dnia walk Afrika Korps miał 37 sprawnych czołgów pozostałych z początkowych 55.
Wczesnym popołudniem 90 Dywizja Lekka wydostała się ze strefy obronnej El Alamein i wznowiła ruch na wschód. Została ostrzelana przez artylerię trzech południowoafrykańskich grup brygadowych i zmuszona do okopania się.
2 lipca Rommel wydał rozkaz wznowienia ofensywy. Ponownie 90 Dywizja Lekka nie poczyniła postępów, więc Rommel wezwał Afrika Korps do porzucenia planowanego marszu na południe i dołączenia do wysiłków mających na celu przebicie się do drogi nadbrzeżnej poprzez atak na wschód w kierunku grzbietu Ruweisat. Brytyjska obrona Ruweisat opierała się na improwizowanej formacji zwanej „Robcol”, składającej się z pułku artylerii polowej i lekkiej artylerii przeciwlotniczej oraz kompanii piechoty. Robcol – zgodnie z normalną praktyką armii brytyjskiej w przypadku formacji tworzonych ad hoc – został nazwany na cześć swojego dowódcy, brygadiera Roberta Wallera, dowódcy artylerii 10 Indyjskiej Dywizji Piechoty. Robcol był w stanie zyskać na czasie i późnym popołudniem dwie brytyjskie brygady pancerne dołączyły do bitwy, przy czym 4 Brygada Pancerna zaatakowała odpowiednio 15 Dywizję Pancerną i 22 Brygadę Pancerną 21 Dywizji Pancernej. Obrońcy odparli powtarzające się ataki czołgów Osi, które następnie wycofały się przed zmierzchem. Brytyjczycy wzmocnili obronę Ruweisat w nocy 2 lipca. Teraz powiększony Robcol stał się „Walgroup”. Tymczasem samoloty RAF-u przeprowadziły ciężkie ataki powietrzne na jednostki Osi.
Następnego dnia, 3 lipca, Rommel nakazał Afrika Korps wznowić atak na grzbiet Ruweisat z włoskim XX Korpusem Zmotoryzowanym na jego południowej flance. Włoski X Korpus miał tymczasem utrzymać El Mreir. Na tym etapie Afrika Korps miał tylko 26 sprawnych czołgów. Rano doszło do ostrej walki pancernej na południe od grzbietu Ruweisat, a główne natarcie Osi zostało powstrzymane. 3 lipca RAF wykonał 780 lotów bojowych.
Aby zmniejszyć presję na prawą i środkową część linii 8 Armii, XIII Korpus na lewo nacierał ze strefy Kattara (znanego Nowozelandczykom jako strefa  Kaponga). Plan zakładał, że 2 Dywizja Nowozelandzka – z resztkami indyjskiej 5 Dywizji i 7 Brygady Motorowej pod swoim dowództwem – miała skręcić na północ, aby zagrozić flance i tyłom Osi. Siły te napotkały artylerię 132 Dywizji Pancernej „Ariete”, która poruszała się na południowym skrzydle dywizji, atakując Ruweisat. Włoski dowódca nakazał swoim batalionom, aby samodzielnie wywalczyły sobie drogę, lecz „Ariete” straciła 531 ludzi (około 350 dostało się do niewoli), 36 dział, sześć (lub osiem) czołgów i 55 ciężarówek. Pod koniec dnia Dywizja „Ariete” miała tylko pięć czołgów. Dzień zakończył się ponownie tym, że Afrika Korps i „Ariete” musiały ustąpić przeważającej liczebnie brytyjskiej 22. i 4 Brygadzie Pancernej, udaremniającym próby Rommla wznowienia natarcia. RAF ponownie odegrał ważną rolę w bitwie, wykonując 900 lotów bojowych w ciągu dnia.
Na południu, 5 lipca grupa nowozelandzka wznowiła natarcie na północ w kierunku El Mreir, zamierzając odciąć tyły Dywizji „Ariete”. Jednak silny ostrzał włoskiej 27 Dywizji Piechoty „Brescia” w El Mreir, 8 km na północ od strefy Kattara, zahamował ich postęp i zmusił XIII Korpus do odwołania ataku.

### Rommel okopuje się

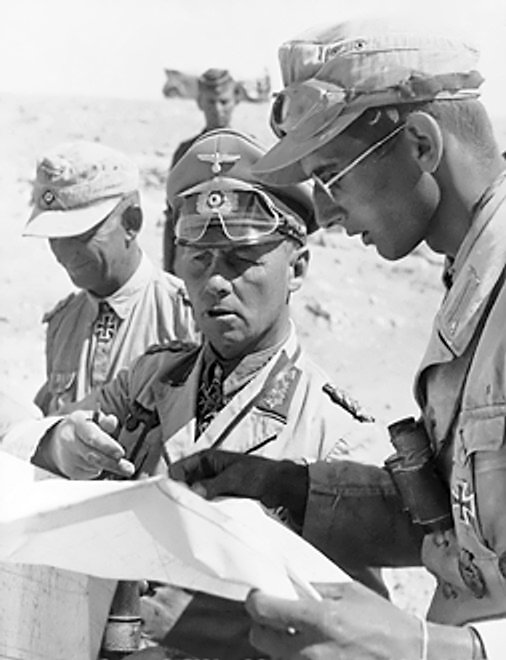
Feldmarszałek Erwin Rommel ze swoimi oficerami podczas kampanii północnoafrykańskiej, 1942

W tym momencie Rommel zdecydował, że jego wyczerpane siły nie będą w stanie poczynić dalszych postępów bez odpoczynku i przegrupowania. Zgłosił niemieckiemu naczelnemu dowództwu, że jego trzy niemieckie dywizje liczyły zaledwie 1200–1500 ludzi każda, a zaopatrzenie okazało się wysoce problematyczne z powodu wrogiej ingerencji z powietrza. Spodziewał się, że będzie musiał pozostać w defensywie przez co najmniej dwa tygodnie.
Rommel cierpiał w tym czasie z powodu wydłużonych linii zaopatrzenia. Alianckie lotnictwo zaciekle koncentrowało się na jego kruchych i wydłużonych szlakach zaopatrzeniowych, podczas gdy brytyjskie kolumny mobilne poruszające się na zachód i uderzające z południa siały spustoszenie w tylnych szeregach Osi. Rommel nie mógł sobie pozwolić na te straty, ponieważ dostawy z Włoch zostały znacznie ograniczone (w czerwcu otrzymał 4500 ton zaopatrzenia w porównaniu z 31 000 ton w maju) i 400 pojazdów (w porównaniu z 2000 w maju). Tymczasem 8 Armia reorganizowała się i odbudowywała, korzystając z krótkich linii komunikacyjnych. Do 4 lipca australijska 9 Dywizja Piechoty weszła na linię obronną na północy, a 9 lipca powróciła również indyjska 5 Brygada Piechoty, przejmując pozycję Ruweisat. W tym samym czasie świeża indyjska 161 Brygada Piechoty wzmocniła wyczerpaną indyjską 5 Dywizję Piechoty.

### Tel el Eisa
8 lipca Auchinleck wydał rozkaz nowemu dowódcy XXX Korpusu – gen. por. Williamowi Ramsdenowi – przejęcia niskiego grzbietu w Tel el Eisa i Tel el Makh Khad, a następnie pchnąć mobilne grupy bojowe na południe w kierunku Deir el Shein i oddziały rajdowe na zachód w kierunku lotniska w El Daba. Tymczasem XIII Korpus miał uniemożliwić Osi przesunięcie wojsk na północ w celu wzmocnienia sektora przybrzeżnego. Ramsden zlecił australijskiej 9 Dywizji Piechoty i 44 Królewskiemu Pułkowi Czołgów pod dowództwem z celem Tel el Eisa, a południowoafrykańskiej 1 Dywizji osiem czołgów wsparcia, Tel el Makh Khad. Oddziały rajdowe miały być dostarczone przez 1 Dywizję Pancerną.

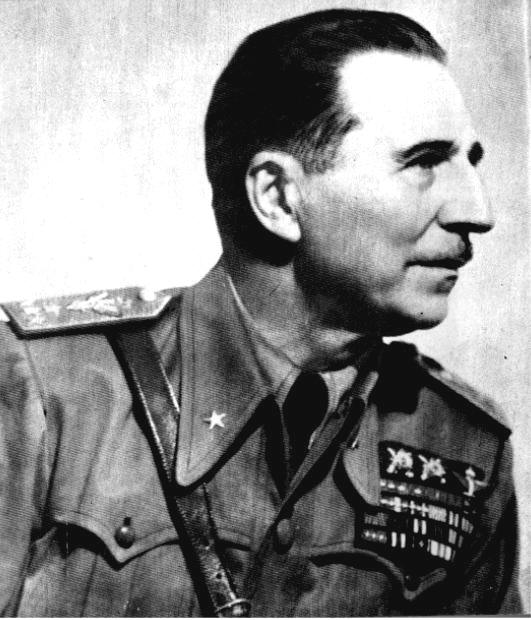
Marszałek Ettore Bastico, Naczelny Dowódca sił Osi w Afryce Północnej i przełożony Rommla

Po bombardowaniu, które rozpoczęło się o 3:30 10 lipca, australijska 26 Brygada rozpoczęła atak na grzbiet na północ od stacji Tel el Eisa wzdłuż wybrzeża (Trig 33). Bombardowanie było najcięższym ostrzałem, jakiego doświadczono dotychczas w czasie kampanii w Afryce Północnej, co wywołało panikę wśród niedoświadczonych żołnierzy włoskiej 60 Dywizji Piechoty „Sabratha”, którzy dopiero co zajęli szczątkowe pozycje obronne w tym sektorze. Australijski atak doprowadził do wzięcia ponad 1500 jeńców, rozgromił włoską dywizję i pojmał niemiecką jednostkę deszyfrującą Nachrichten Fernaufklärungs Kompanie (FAK 621). Tymczasem Południowoafrykańczycy późnym rankiem zdobyli Tel el Makh Khad i zajęli pozycje osłonowe.
Elementy niemieckiej 164 Dywizji Lekkiej i włoskiej 101 Dywizji Zmotoryzowanej „Trieste” przybyły, aby załatać lukę w obronie Osi. Tego popołudnia i wieczoru czołgi z niemieckiej 15 Dywizji Pancernej i włoskiej Dywizji „Trieste” przeprowadziły kontrataki na pozycje australijskie, które zakończyły się niepowodzeniem w obliczu przytłaczającej siły ognia alianckiej artylerii i australijskich dział przeciwpancernych.
O świcie 11 lipca australijski 2/24. batalion wspierany przez czołgi z 44 Królewskiego Pułku Czołgów zaatakował zachodni kraniec wzgórza Tel el Eisa (Punkt 24). Wczesnym popołudniem punkt został zdobyty, a następnie utrzymany w obliczu serii kontrataków Osi trwających przez cały dzień. Następnie mała kolumna czołgów, zmotoryzowanej piechoty i dział ruszyła, aby dokonać rajdu na Deir el Abyad i zmusiła batalion włoskiej piechoty do poddania się. Jego postępy zostały zatrzymane na grzbiecie Miteirya i oddział został zmuszony do wycofania się tego wieczoru do strefy El Alamein. W ciągu dnia wzięto ponad 1000 włoskich jeńców.
12 lipca 21 Dywizja Pancerna przeprowadziła kontratak na Trig 33 i Punkt 24, który został odparty po 2,5-godzinnej walce, a ponad 600 zabitych i rannych Niemców pozostało rozrzuconych przed pozycjami australijskimi.. Następnego dnia 21 Dywizja Pancerna przeprowadziła atak na Punkt 33 i pozycje południowoafrykańskie w strefie El Alamein. W strefie tej Królewska Lekka Piechota Durban stawiła czoła całej sile niemieckich ataków. Jednostka nie miała odpowiednich dział przeciwpancernych, a niemiecka artyleria przecięła południowoafrykańskie kable telefoniczne, zakłócając jej wsparcie artyleryjskie. Atak został jednak zatrzymany przez intensywny ogień artyleryjski obrońców. Chociaż Południowoafrykańczycy odparli niemiecki atak, o 16:10 niemieckie czołgi i bombowce nurkujące zbliżyły się na 300 metrów do ich pozycji. Australijski 9 Pułk Artylerii Polowej, brytyjski 7 Pułk Średni musiał pomóc w odparciu niemieckiego ataku. O świcie 79 Brytyjski Pułk Przeciwpancerny został rozmieszczony, aby pomóc siłom południowoafrykańskim, ale niemiecki atak słabł. Straty wojsk południowoafrykańskich 13 lipca wyniosły łącznie 9 zabitych i 42 rannych. Gdyby strefa El Alamein została zdobyta przez siły Rommla, konsekwencje dla 8 Armii byłyby druzgocące; linia El Alamein zostałaby przerwana, siły australijskie zostałyby odcięte od 8 Armii i zmuszone do generalnego odwrotu do delty Nilu. Rommel nadal był zdecydowany wyprzeć siły brytyjskie z północnego występu. Chociaż australijscy obrońcy zostali zmuszeni do wycofania się z Punktu 24, 21 Dywizja Pancerna poniosła ciężkie straty. Kolejny atak został przeprowadzony 15 lipca, ale nie zdołał złamać zaciętego oporu. 16 lipca Australijczycy – wspierani przez brytyjskie czołgi – rozpoczęli atak, aby spróbować zdobyć Punkt 24, ale zostali zmuszeni do wycofania się przez niemieckie kontrataki, ponosząc prawie 50 procent strat.
Po siedmiu dniach zaciętych walk bitwa na północy o występ Tel el Eisa wygasła. Australijska 9 Dywizja oszacowała, że w bitwie zginęło co najmniej 2000 żołnierzy Osi, a ponad 3700 wzięto do niewoli. Być może najważniejszym skutkiem tego starcia było jednak to, że Australijczycy pojmali FAK 621, która dostarczała Rommlowi bezcennych informacji wywiadowczych z przechwyconych brytyjskich meldunków radiowych.

### Pierwsza bitwa na grzbiecie Ruweisat

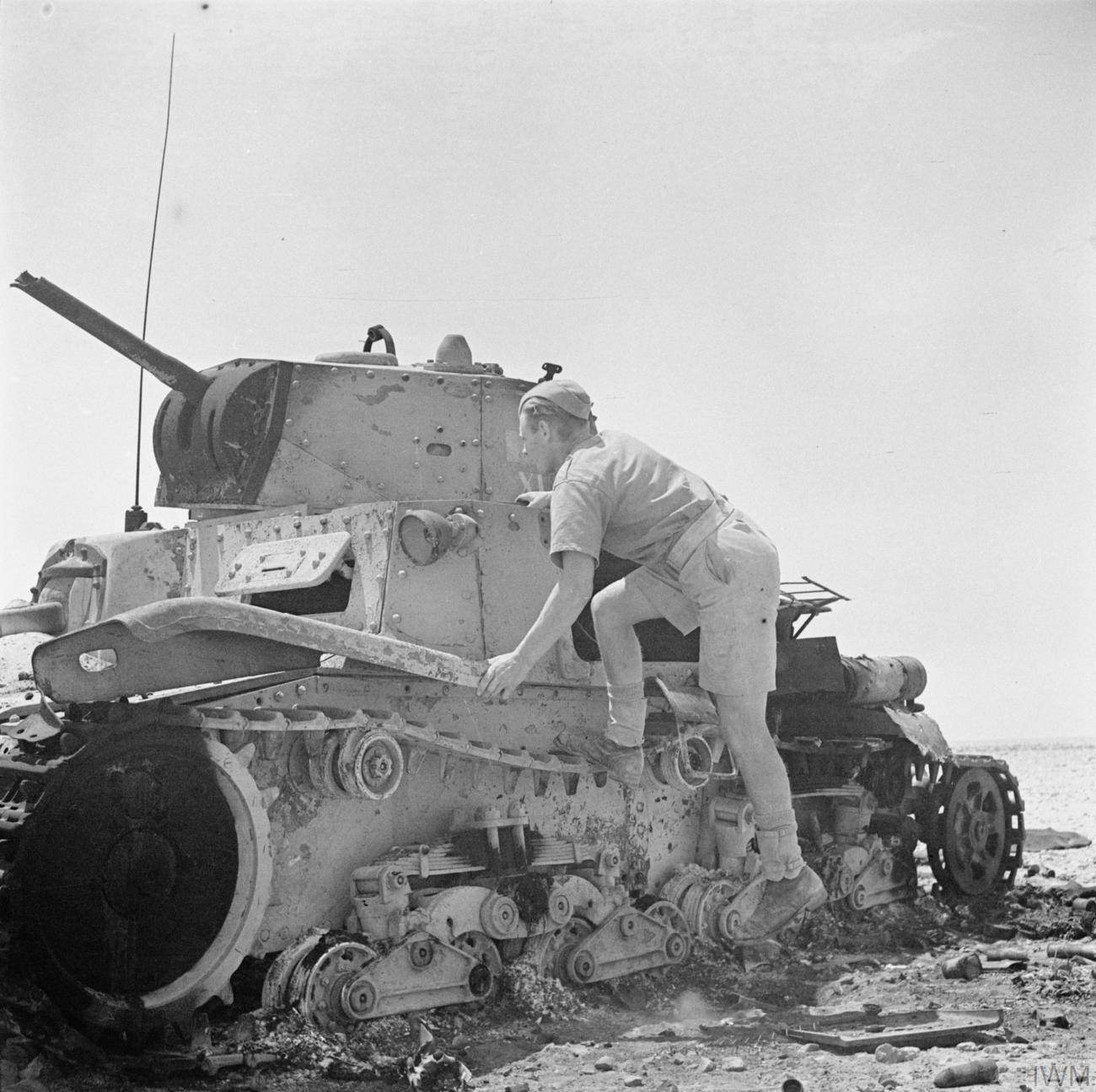
Żołnierz ogląda włoski czołg M13/40 zniszczony w pobliżu El Alamein, 11 lipca 1942

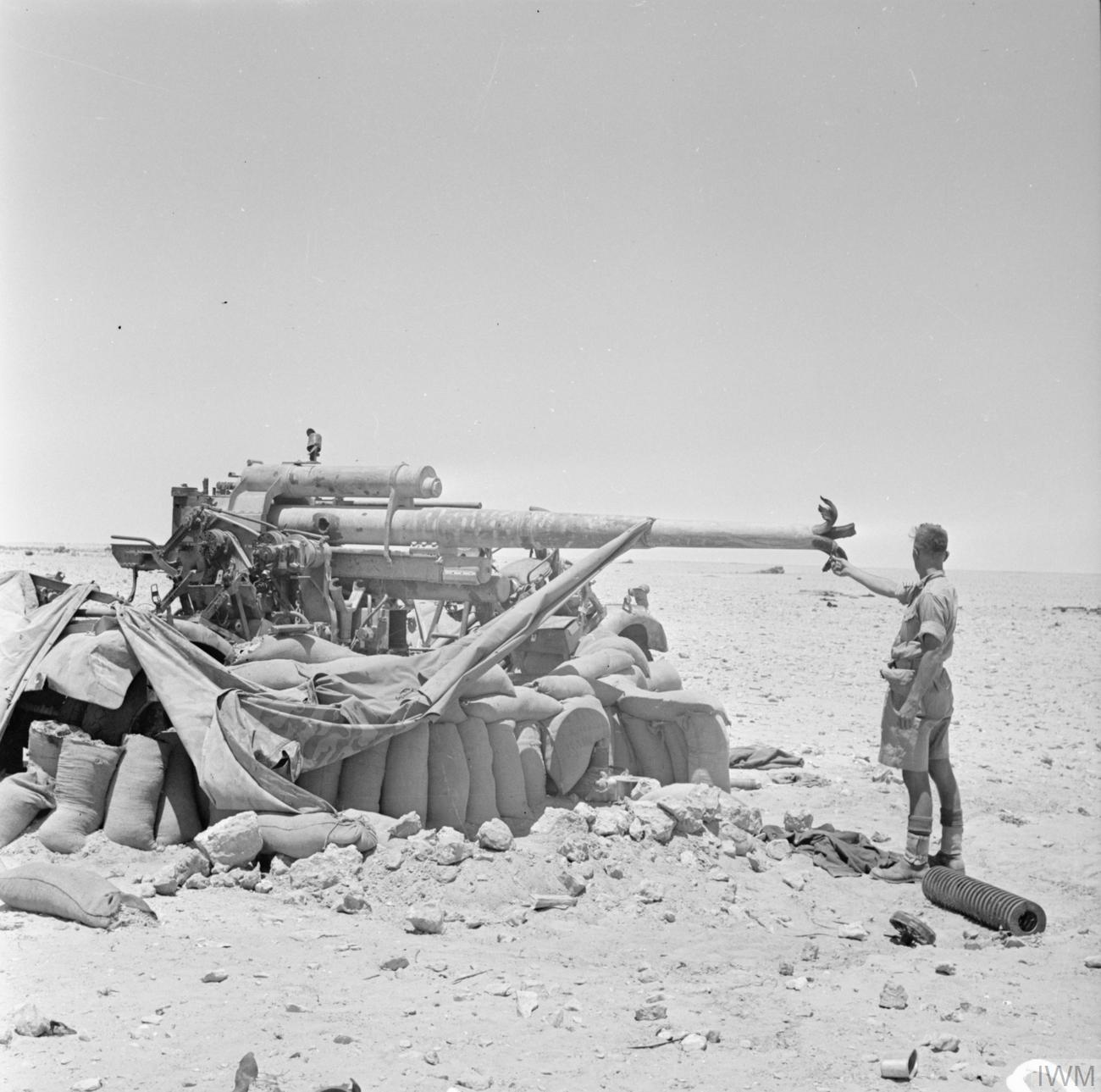
Niemieckie działo przeciwpancerne kal. 88 mm zdobyte i zniszczone przez wojska nowozelandzkie w pobliżu El Alamein, 17 lipca 1942

Gdy siły Osi się okopały, Auchinleck – po ściągnięciu kilku niemieckich jednostek do sektora przybrzeżnego podczas walk o Tel el Eisa – opracował plan o kryptonimie „Bacon” mający na celu zaatakowanie włoskiej 17 Dywizji Piechoty „Pavia” i Dywizji „Brescia” w centrum frontu na grzbiecie Ruweisat. Wywiad radiowy dawał Auchinleckowi jasne szczegóły dotyczące ordre de bataille i rozmieszczenia sił Osi. Jego taktyka polegała na „...uderzaniu we Włochów gdziekolwiek to możliwe, biorąc pod uwagę ich niskie morale i fakt, że Niemcy nie mogą utrzymać rozciągniętych frontów bez ich udziału”.
Intencją było to, aby 4. i 5 Brygada Nowozelandzka (po prawej stronie 4 Brygady) zaatakowały na północny zachód, aby przejąć zachodnią część grzbietu, a po ich prawej stronie indyjska 5 Brygada Piechoty przejęła wschodnią część grzbietu w nocnym ataku. Następnie 2 Brygada Pancerna miała przejść przez środek celów piechoty, aby wykorzystać je na kierunku Deir el Shein i grzbietu Miteirya. Po lewej stronie 22 Brygada Pancerna miała być gotowa do ataku, aby chronić piechotę, gdy ta skonsoliduje się na grzbiecie.
Atak rozpoczął się o 23:00 14 lipca. Dwie brygady nowozelandzkie krótko przed świtem 15 lipca osiągnęły swoje cele, ale pola minowe i punkty oporu pozostawione na tyłach wysuniętych oddziałów wywołały zamieszanie wśród atakujących, utrudniając przemieszczanie się ich rezerw, artylerii i broni wsparcia. W rezultacie nowozelandzkie brygady zajęły odsłonięte pozycje na grzbiecie bez broni wsparcia, z wyjątkiem kilku dział przeciwpancernych. Co ważniejsze, dwie brytyjskie brygady pancerne nie zdołały ruszyć naprzód, aby chronić piechotę. O świcie oddział z 8 Pułku Pancernego 15 Dywizji Pancernej rozpoczął kontratak na 22. batalion 4 Brygady Nowozelandzkiej. Ostra wymiana ognia zniszczyła ich działa przeciwpancerne, a piechota znalazła się odsłonięta na otwartej przestrzeni, nie mając innego wyjścia, jak się poddać. Około 350 Nowozelandczyków zostało wziętych do niewoli.
Podczas gdy 2 Dywizja Nowozelandzka atakowała zachodnie zbocza grzbietu Ruweisat, indyjska 5 Brygada poczyniła niewielkie postępy na wschodniej stronie grzbietu. Do godziny 7:00 w końcu dotarła wiadomość do 2 Brygady Pancernej, która zaczęła przesuwać się na północny zachód. Dwa pułki wpadły na pole minowe, ale trzeci był w stanie dołączyć do indyjskiej 5 Brygady Piechoty, gdy ta wznowiła atak. Dzięki pomocy czołgów i artylerii, Hindusi byli w stanie zdobyć swoje cele wczesnym popołudniem. Tymczasem 22 Brygada Pancerna została związana walką w Alam Nayil przez 90 Dywizję Lekką i Dywizję „Ariete”, nacierającą z południa. Podczas gdy – dzięki pomocy mobilnych kolumn piechoty i artylerii z 7 Dywizji Pancernej – z łatwością odepchnęli oddziały zwiadowcze Osi, ale uniemożliwiono im marsz na północ w celu ochrony flanki Nowozelandczyków.
Widząc Dywizje „Brescia” i „Pavia” pod presją, Rommel pospieszył z niemieckimi wojskami do Ruweisat. O 15:00 3 Pułk Rozpoznawczy i elementy 21 Dywizji Pancernej z północy oraz 33 Pułk Rozpoznawczy i Grupa Baade składająca się z elementów z 15 Dywizji Pancernej z południa były na miejscu pod dowództwem gen. por. Walthera Nehringa. O 17:00 Nehring rozpoczął kontratak. 4 Brygada Nowozelandzka nadal miała niedobór broni wsparcia, a także zaczęło brakować jej amunicji. Obrona przeciwpancerna została złamana, a około 380 Nowozelandczyków dostało się do niewoli, w tym kpt. Charles Upham, który otrzymał drugi w karierze Krzyż Wiktorii za swoje działania w bitwie, w tym za zniszczenie niemieckiego czołgu i kilku dział oraz pojazdów granatami, mimo że został postrzelony w łokieć kulą z karabinu maszynowego. Około godziny 18:00 dowództwo brygady zostało zaatakowane. Około godziny 18:15 2 Brygada Pancerna starła się z niemieckimi czołgami i zatrzymała postęp wojsk Osi na wschód. O zmierzchu Nehring przerwał akcję.

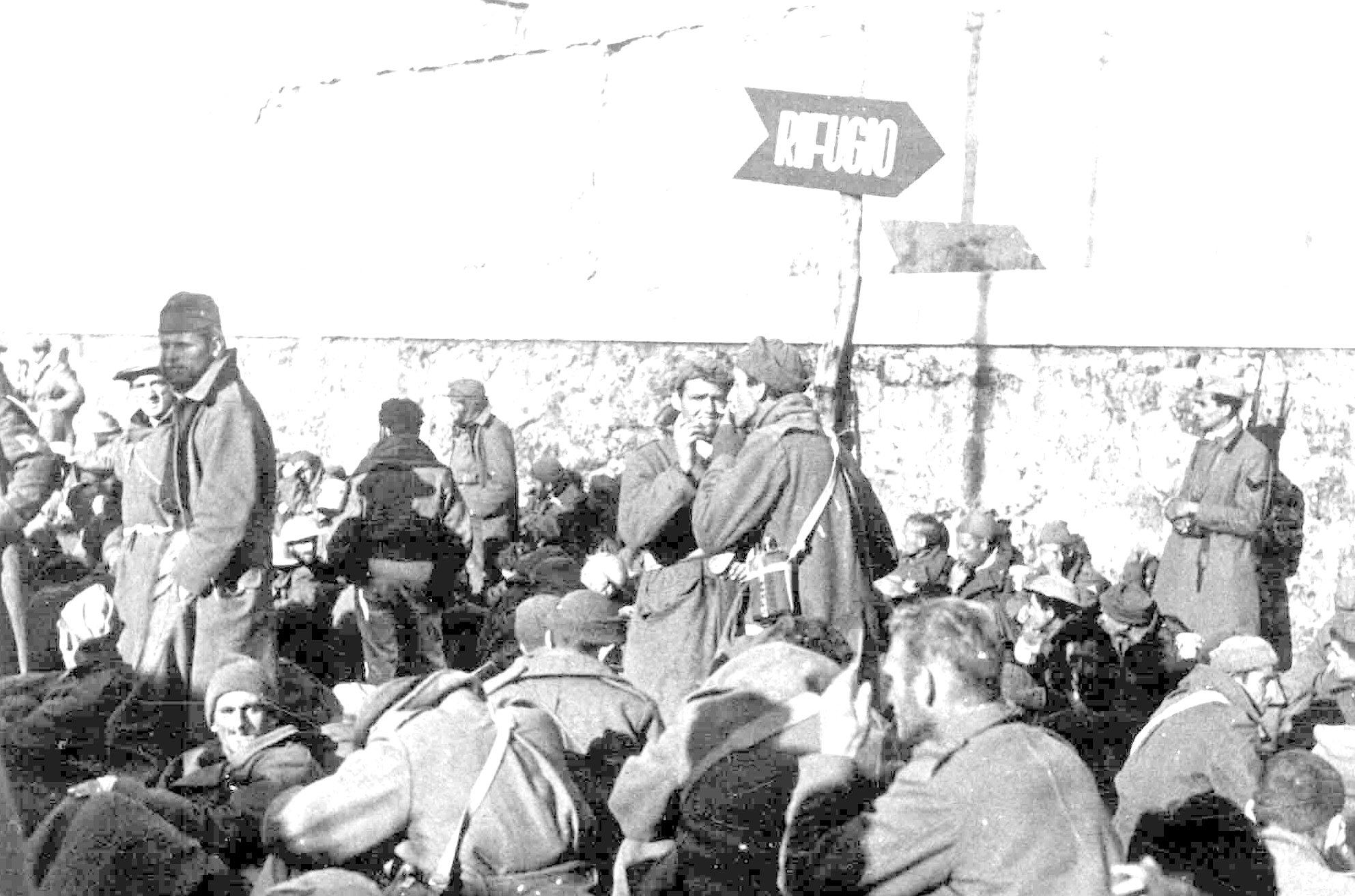
Brytyjscy, australijscy i nowozelandzcy jeńcy wojenni oczekujący na transport do Włoch

Wczesnym rankiem 16 lipca Nehring wznowił atak. 5 Indyjska Brygada Piechoty odparła go, lecz z przechwyconego meldunku radiowego jasno wynikało, że zostanie podjęta kolejna próba. Okopano działa przeciwpancerne, zorganizowano plany ostrzału artyleryjskiego, a pułk z 22 Brygady Pancernej został wysłany w celu wzmocnienia 2 Brygady Pancernej. Gdy atak został wznowiony późnym popołudniem, ponownie został odparty. Po bitwie Hindusi naliczyli 24 zniszczone czołgi, a także samochody pancerne i liczne działa przeciwpancerne nieprzyjaciela pozostawione na polu bitwy.
W ciągu trzech dni walk alianci wzięli do niewoli ponad 2000 jeńców, głównie z włoskich dywizji „Brescia” i „Pavia”; dywizja nowozelandzka straciła 1405 żołnierzy. Walki pod Tel el Eisa i Ruweisat doprowadziły do zniszczenia trzech włoskich dywizji oraz zmusiły Rommla do przeniesienia swoich sił pancernych z południa, co spowodowało konieczność rozstawienia pól minowych przed pozostałymi włoskimi dywizjami i wzmocnienia ich oddziałami niemieckimi.

### Wzgórze Miteirya (Wzgórze Ruin)
Aby zmniejszyć presję na wzgórze Ruweisat, Auchinleck nakazał australijskiej 9 Dywizji przeprowadzenie kolejnego ataku z północy. Wczesnym rankiem 17 lipca australijska 24 Brygada – wspierana przez 44 Królewski Pułk Czołgów i silne wsparcie z powietrza – zaatakowała wzgórze Miteirya (znane Australijczykom jako „Wzgórze Ruin”). Początkowy nocny atak przebiegł pomyślnie, wzięto 736 jeńców, głównie z włoskich dywizji zmotoryzowanych „Trento” i „Trieste”. Jednakże po raz kolejny sytuacja krytyczna dla sił Osi została opanowana dzięki energicznym kontratakom ze strony naprędce zgromadzonych sił niemieckich i włoskich, co zmusiło Australijczyków do wycofania się na linię wyjściową z 300 ofiarami. Chociaż australijska oficjalna historia 2/32. batalionu 24 Brygady opisuje siły kontratakujące jako „niemieckie”, australijski historyk Mark Johnston podaje, że niemieckie zapisy wskazują, iż to dywizja „Trento” pokonała australijski batalion.

### Druga bitwa pod grzbietem Ruweisat (El Mreir)

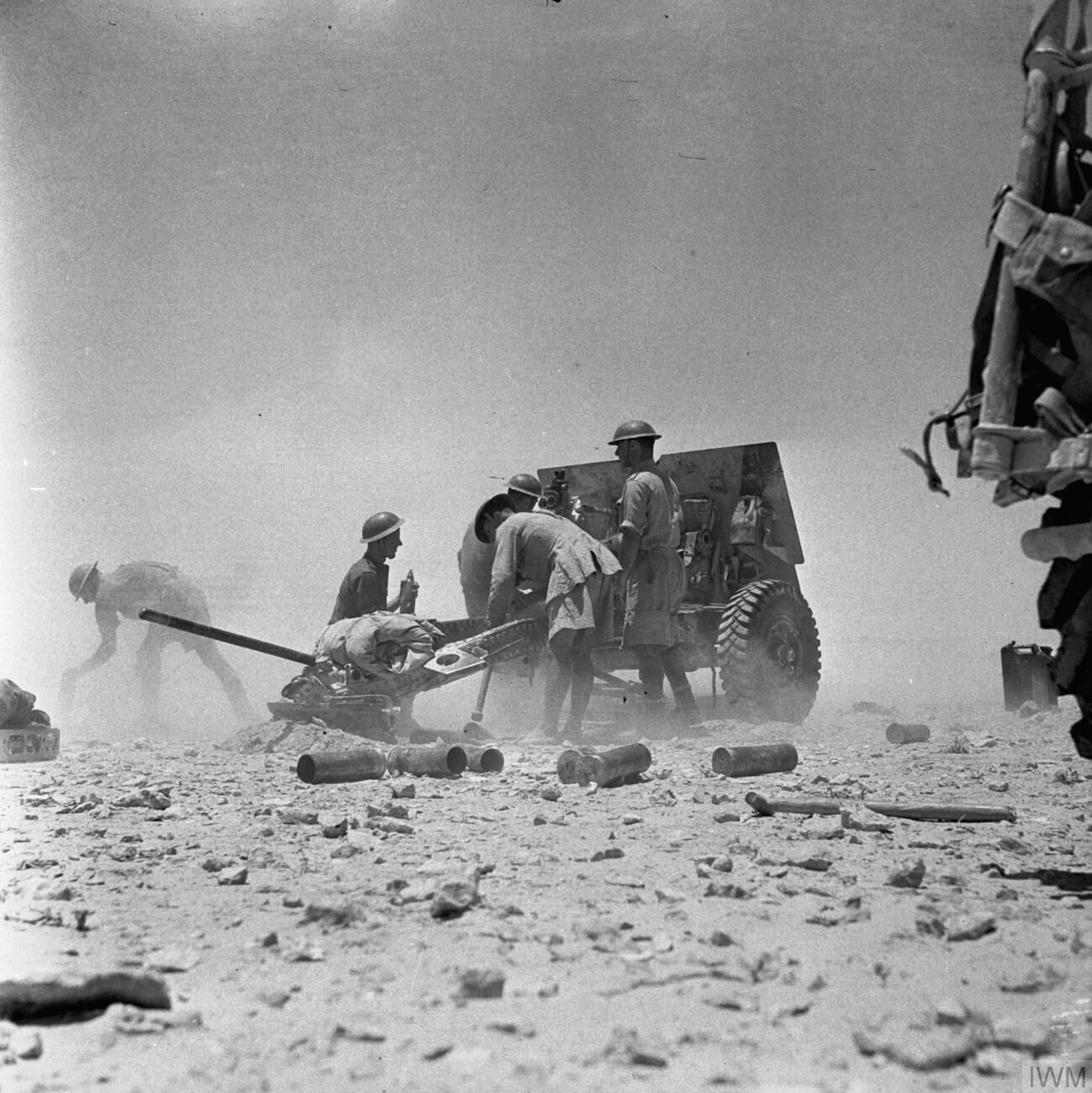
25-funtowe działo polowe 11 Pułku Polowego Royal Artillery w akcji, lipiec 1942

8 Armia cieszyła się teraz ogromną przewagą materiałową nad siłami Osi: 1 Dywizja Pancerna miała 173 czołgi i kolejne w rezerwie lub w tranzycie, w tym 61 Grantów, podczas gdy Rommel posiadał tylko 38 czołgów niemieckich i 51 włoskich, chociaż jego jednostki pancerne miały też około 100 czołgów oczekujących na naprawę.
Plan Auchinlecka zakładał, że indyjska piechota ze 161 Brygady zaatakuje wzdłuż grzbietu Ruweisat, aby zdobyć Deir el Shein, podczas gdy nowozelandzka 6 Brygada zaatakuje od południa grzbietu do depresji El Mreir. O świcie dwie brytyjskie brygady pancerne – 2 Brygada Pancerna i świeża 23 Brygada Pancerna – miały przebić się przez lukę utworzoną przez piechotę. Plan był skomplikowany i ambitny.
Nocny atak piechoty rozpoczął się o 16:30 21 lipca. Nowozelandzka ofensywa osiągnęła swoje cele w depresji El Mreir, ale po raz kolejny wiele pojazdów nie dotarło na miejsce, a na odsłoniętej pozycji brakowało im wsparcia. O świcie 22 lipca brytyjskie brygady pancerne ponownie nie zdołały się posunąć naprzód. O świcie 22 lipca 5. i 8 Pułk Pancerny Nehringa odpowiedziały szybkim kontratakiem, który pokonał nowozelandzką piechotę na otwartym terenie, zadając Nowozelandczykom ponad 900 ofiar. 2 Brygada Pancerna wysłała dwa pułki na pomoc, ale zostały zatrzymane przez miny i ogień przeciwpancerny.
Atak indyjskiej 161 Brygady był prowadzony ze zmiennym powodzeniem. Po lewej stronie początkowa próba oczyszczenia zachodniego krańca grzbietu Ruweisat nie powiodła się, ale o 8:00 rano ponowny atak batalionu rezerwowego zakończył się sukcesem. Po prawej stronie atakujący batalion wdarł się na pozycję Deir el Shein, lecz został odparty w walce wręcz.
Pogłębiając katastrofę w El Mreir, o godzinie 8:00 dowódca 23 Brygady Pancernej wydał rozkaz swojej brygadzie, zamierzając wykonać rozkazy co do joty. Gen. mjr Gatehouse – dowodzący 1 Dywizją Pancerną – nie był przekonany, że ścieżka została odpowiednio oczyszczona na polach minowych i zasugerował anulowanie natarcia. Jednak dowódca XIII Korpusu – gen. por. William Gott – odrzucił tę sugestię i nakazał atak, ale na linii środkowej, położonej 1,6 km na południe od pierwotnego planu, który błędnie uważał za wolny od min. Te rozkazy nie zostały zrealizowane i atak odbył się zgodnie z pierwotnym planem. Brygada znalazła się w pułapce na polach minowych i pod ciężkim ostrzałem. Następnie Brytyjczycy zostali zaatakowani przez 21 Dywizję Pancerną o 11:00 i zmuszeni do wycofania się. 23 Brygada Pancerna została rozbita, 40 czołgów jej zostało obezwładnionych, a 47 poważnie uszkodzonych.
O 17:00 Gott nakazał 5 Indyjskiej Dywizji Piechoty przeprowadzenie nocnego ataku w celu zdobycia zachodniej połowy grzbietu Ruweisat i Deir el Shein. 3/14 Pułk Pendżabski z 9 Indyjskiej Brygady Piechoty zaatakował o 2:00 23 lipca, lecz atak nie powiódł się, ponieważ zgubił kierunek. Kolejna próba przeprowadzona przy świetle dziennym zakończyła się sukcesem w postaci przebicia się na pozycję, ale intensywny ogień z trzech stron doprowadził do utraty kontroli nad natarciem, dowódca zginął, a czterech jego starszych oficerów zostało rannych lub zaginęło.

### Wznowienie ataku na Tel el Eisa

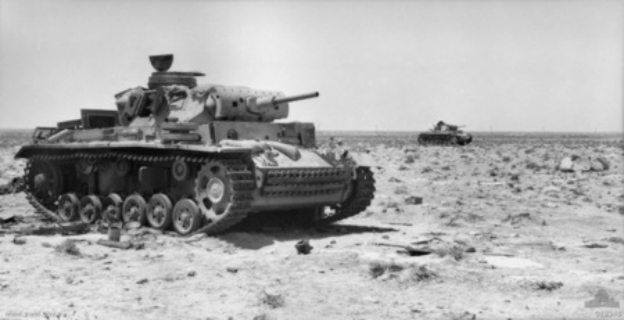
Zniszczone Panzer III w pobliżu Tel el Eisa

Na północy australijska 9 Dywizja kontynuowała ataki. O godzinie 6:00 22 lipca australijska 26 Brygada zaatakowała Tel el Eisa, a australijska 24 Brygada zaatakowała Tel el Makh Khad w kierunku Miteirya (Ruin Ridge). To właśnie podczas tych walk szer. Arthur Stanley Gurney dokonał bohaterskich czynów, za które został pośmiertnie odznaczony Krzyżem Wiktorii. Walki o Tel el Eisa były kosztowne, ale po południu Australijczycy kontrolowali to miejsce. Tego wieczoru australijska 24 Brygada zaatakowała Tel el Makh Khad z czołgami z 50 Królewskiego Pułku Czołgów jako wsparciem. Jednostka czołgów nie została przeszkolona w zakresie bliskiego wsparcia piechoty i nie potrafiła koordynować działań z australijską piechotą. W rezultacie piechota i czołgi posuwały się naprzód niezależnie i po osiągnięciu celu 50 Królewski Pułk Czołgów stracił 23 czołgi, ponieważ brakowało mu wsparcia piechoty.
Po raz kolejny 8 Armia nie zdołała zniszczyć sił Rommla, pomimo miażdżącej przewagi w ludziach i sprzęcie. Z drugiej strony, dla Rommla sytuacja nadal była poważna, ponieważ pomimo udanych operacji obronnych jego piechota poniosła duże straty i doniósł on, że „sytuacja jest krytyczna w skrajnym stopniu”.

### Operacja Manhood
W nocy z 26 na 27 lipca Auchinleck rozpoczął operację Manhood w północnym sektorze w ostatniej próbie rozbicia sił Osi w tej bitwie. XXX Korpus został wzmocniony 1 Dywizją Pancerną (bez 22 Brygady Pancernej), 4 Lekką Brygadą Pancerną i 69 Brygadą Piechoty. Plan zakładał przełamanie linii wroga na południe od grzbietu Miteirya i uderzenie na północny zachód. Południowoafrykańczycy mieli zrobić i oznaczyć lukę w polach minowych na południowy wschód od Miteirya do północy 26/27 lipca. Do godziny 1:00 27 lipca 24 Australijska Brygada Piechoty miała zdobyć wschodni kraniec grzbietu Miteirya i uderzyć z niego w kierunku północno-zachodnim. 69 Brygada Piechoty miała przejść przez lukę w polu minowym utworzoną przez Południowoafrykańczyków do Deir el Dhib oraz oczyścić i oznaczyć luki w dalszych polach minowych. 2 Brygada Pancerna miała następnie przejść do El Wishka, a za nią podążyłaby 4 Lekka Brygada Pancerna, która miała zaatakować linie komunikacyjne Osi.

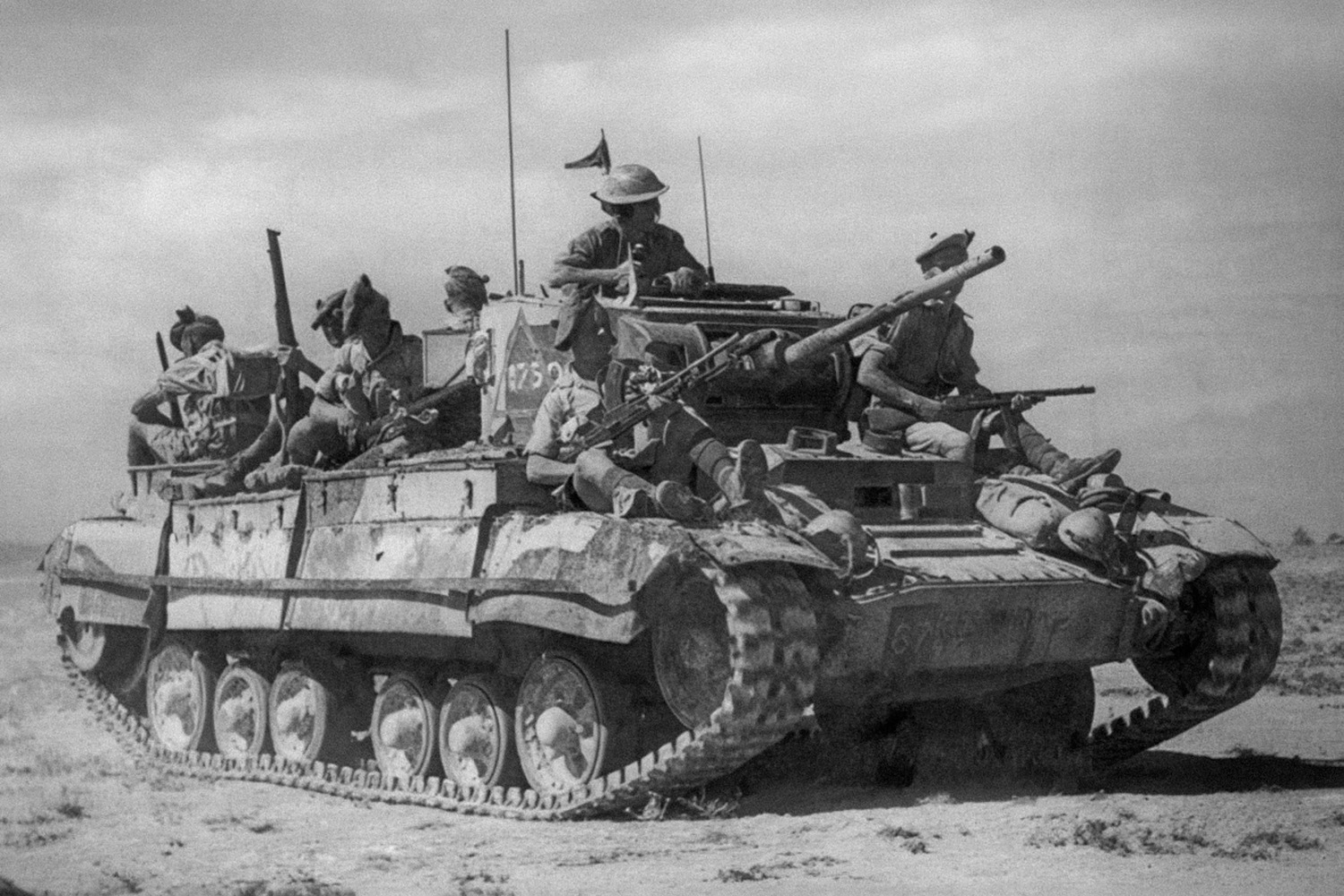
Czołg Valentine w Afryce Północnej przewożący brytyjską piechotę na pancerzu

Była to trzecia próba przebicia się w północnym sektorze, a obrońcy Osi spodziewali się ataku. Podobnie jak poprzednie, był on pospieszny i dlatego źle zaplanowany. Australijska 24 Brygada zdołała zdobyć swoje cele na grzbiecie Miteirya do godziny 2:00 27 lipca. Na południu brytyjska 69 Brygada wyruszyła o godzinie 1:30 i zdołała zdobyć swoje cele około godziny 8:00. Jednak wspierające jednostki przeciwpancerne zgubiły się w ciemności lub zostały opóźnione przez pola minowe, pozostawiając atakujących odizolowanych i odsłoniętych, gdy nadszedł dzień. Nastąpił okres, w którym raporty z frontu dotyczące luk w polach minowych były mylące i sprzeczne. W rezultacie postęp 2 Brygady Pancernej został opóźniony. Rommel natychmiast rozpoczął kontratak, a niemieckie grupy pancerne pojmały dwa wysunięte bataliony 69 Brygady. Tymczasem 50 Królewski Pułk Czołgów wspierający Australijczyków miał trudności ze zlokalizowaniem luk w polu minowym utworzonych przez australijski 2/24. batalion. Nie udało im się znaleźć drogi przez nie, a w trakcie poszukiwania przejścia wpadli pod ciężki ostrzał i stracili 13 czołgów. Pozbawiony wsparcia 2/28. batalion australijski na grzbiecie został zalany przez wrogą piechotę. 69 Brygada poniosła 600 ofiar, a Australijczycy 400 bez żadnych wymiernych sukcesów.
8 Armia była wyczerpana, a 31 lipca Auchinleck nakazał zakończenie działań ofensywnych i wzmocnienie obrony, aby stawić czoła poważnej kontrofensywie wroga.

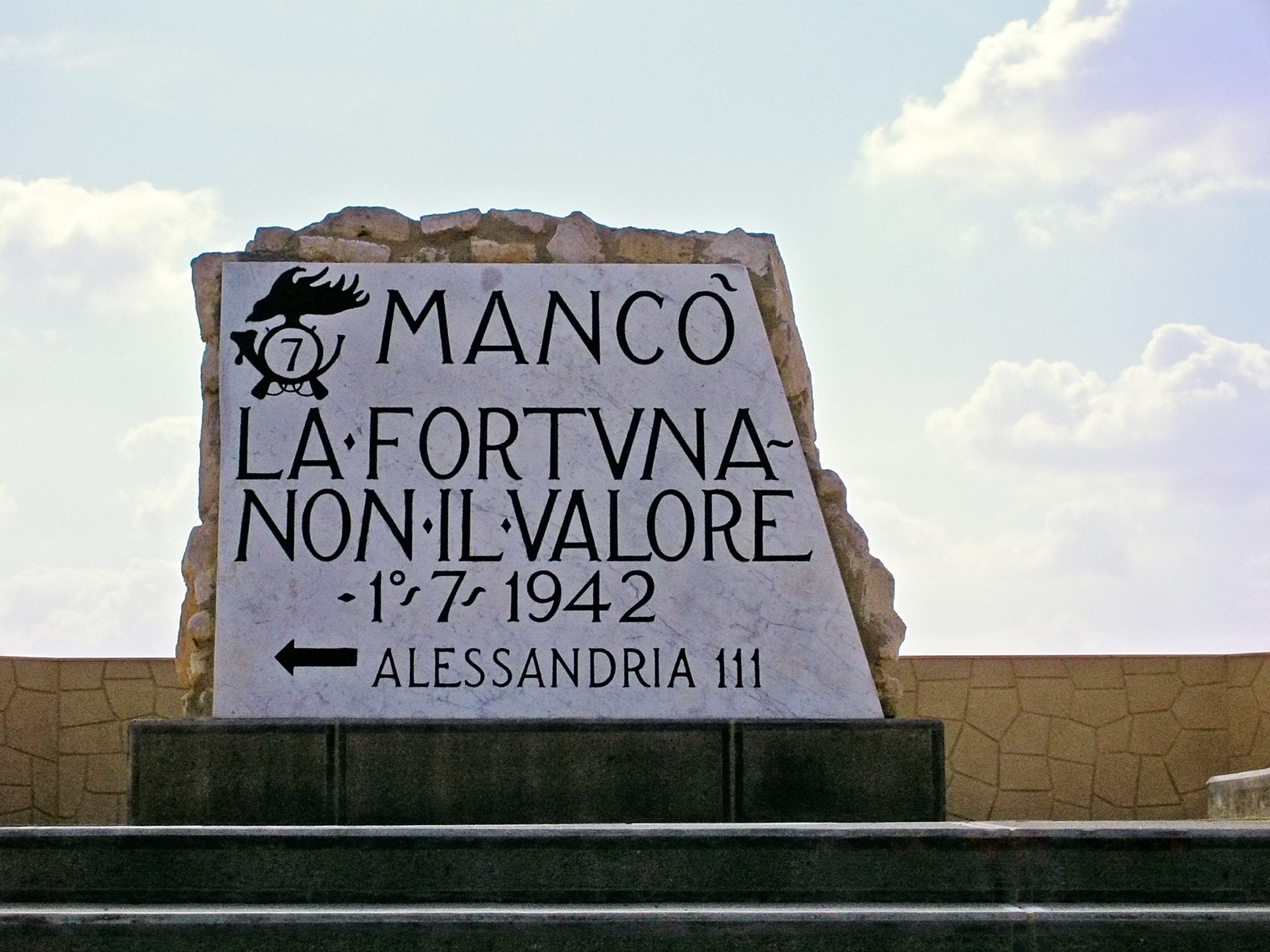
Kamień pamiątkowy postawiony przez żołnierzy 7 Pułku Bersaglieri na drodze z Aleksandrii do El Alamein przy szlaku bojowym jednostki. Inskrypcja głosi: Mancò la fortuna, non-il valore (Zabrakło szczęścia, nie męstwa)

Rommel później miał zrzucić winę za niepowodzenie w przebiciu się do delty Nilu na wyczerpanie się źródeł zaopatrzenia dla jego armii i postawę Włochów:

…siła oporu wielu włoskich formacji załamała się. Obowiązek braterstwa, zwłaszcza dla mnie jako ich naczelnego dowódcy, zmusza mnie do jednoznacznego stwierdzenia, że porażki, jakie włoskie formacje poniosły pod Alamein na początku lipca, nie były winą włoskiego żołnierza. Włoch był chętnym, bezinteresownym i dobrym towarzyszem, a biorąc pod uwagę warunki, w jakich służył, zawsze dawał z siebie więcej niż przeciętne zaangażowanie. Nie ma wątpliwości, że osiągnięcia każdej włoskiej jednostki, zwłaszcza sił zmotoryzowanych, znacznie przewyższały wszystko, co włoska armia zrobiła przez sto lat. Wielu włoskich generałów i oficerów zyskało nasz podziw zarówno jako ludzie jak i żołnierze. Przyczyna włoskiej porażki miała swoje korzenie w całym włoskim państwie i systemie wojskowym, w ich słabym uzbrojeniu i ogólnym braku zainteresowania wojną u wielu Włochów, zarówno oficerów, jak i mężów stanu. Ta włoska porażka często uniemożliwiała realizację moich planów.

Rommel narzekał na niepowodzenie ważnych włoskich konwojów w dostarczaniu mu rozpaczliwie potrzebnych czołgów i zaopatrzenia, zawsze obwiniając o to włoskie Comando Supremo, a nigdy nie podejrzewając brytyjskiego łamania szyfrów.
Według dr. Jamesa Sadkovicha i innych, Rommel często wykazywał wyraźną tendencję do obwiniania i obarczania winą swoich włoskich sojuszników, aby ukryć własne błędy i niedociągnięcia jako dowódcy w terenie. Na przykład, chociaż był bardzo dobrym dowódcą taktycznym, włoskie i niemieckie naczelne dowództwo obawiało się, że brakowało mu świadomości operacyjnej i poczucia celów strategicznych. Dr Sadkovich wskazuje, że Rommel często wyprzedzał swoją logistykę i marnował cenny (głównie włoski) sprzęt wojskowy i zasoby w szybko następujących po sobie atakach, bez jasnych celów strategicznych lub docenienia ograniczonej logistyki, którą jego włoscy sojusznicy rozpaczliwie próbowali mu zapewnić.

## Następstwa

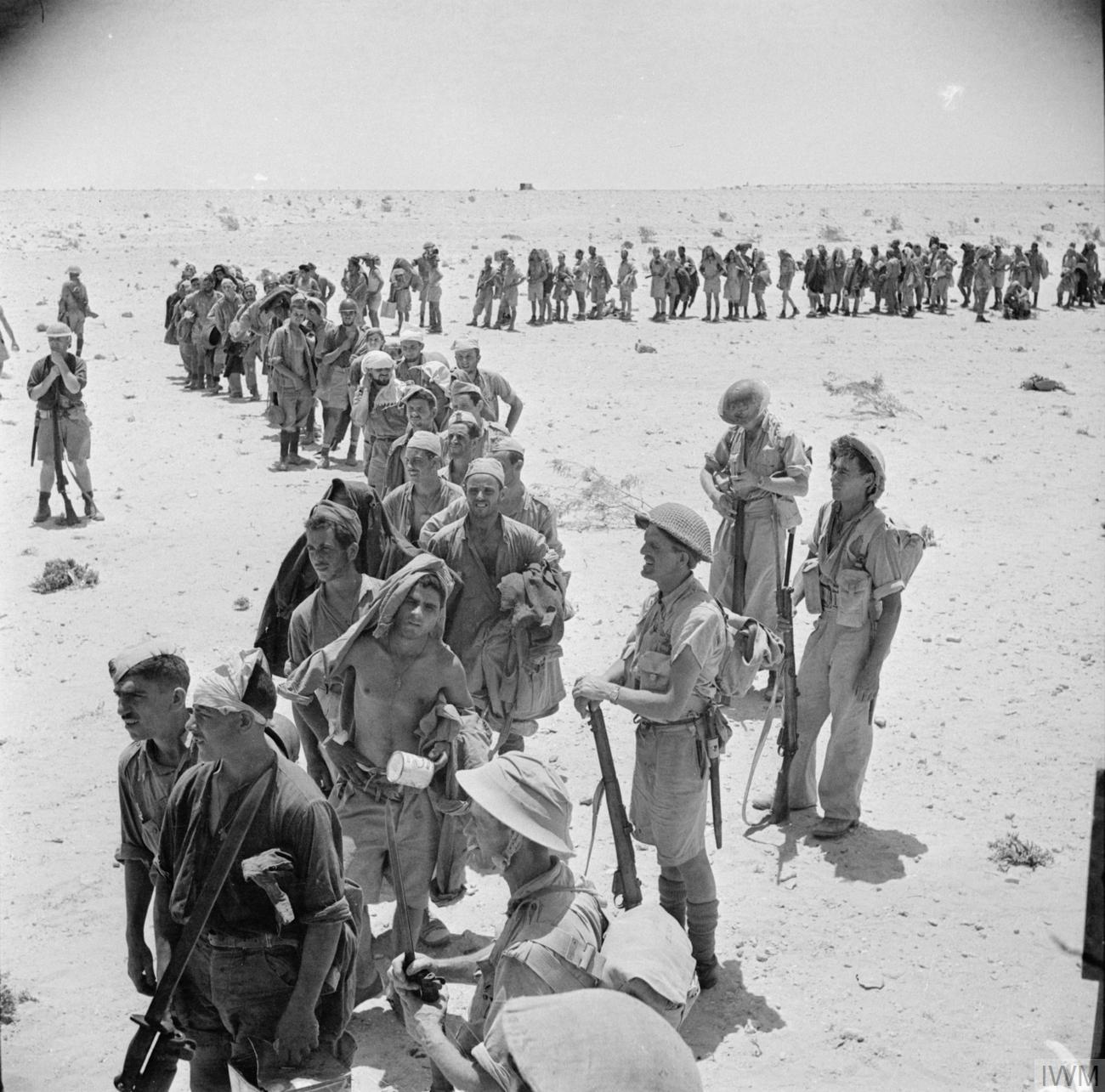
Niemieccy i włoscy jeńcy schwytani podczas natarcia na grzbiet Ruweisat, lipiec 1942

Bitwa zakończyła się patem, ale zatrzymała natarcie Osi na Aleksandrię (a następnie Kair i ostatecznie Kanał Sueski). 8 Armia poniosła ponad 13 000 ofiar w lipcu, w tym 4000 w 2 Dywizji Nowozelandzkiej, 3000 w 5 Indyjskiej Dywizji Piechoty i 2552 w 9 Dywizji Australijskiej, ale wzięła 7000 jeńców i zadała ciężkie straty w ludziach i sprzęcie Osi. W swojej ocenie 27 lipca Auchinleck napisał, że 8 Armia nie będzie gotowa do ponownego ataku wcześniej niż w połowie września. Uważał, że ponieważ Rommel zrozumiał, że wraz z upływem czasu sytuacja aliantów będzie się tylko poprawiać, będzie zmuszony zaatakować tak szybko jak to możliwe, przed końcem sierpnia, kiedy to będzie miał przewagę w broni pancernej. Auchinleck zaplanował zatem bitwę obronną.
Na początku sierpnia premier Winston Churchill i gen. Alan Brooke – szef Imperialnego Sztabu Generalnego – odwiedzili Kair w drodze na spotkanie z Józefem Stalinem w Moskwie. Postanowili zastąpić Auchinlecka, mianując dotychczasowego dowódcę XIII Korpusu, gen. Williama Gotta, na dowódcę 8 Armii, a gen. Harolda Alexandra na stanowisko Naczelnego Dowódcy na Bliskim Wschodzie. Persja i Irak miały zostać oddzielone od Dowództwa Bliskiego Wschodu jako oddzielne Dowództwo Persji i Iraku, a Auchinleckowi zaproponowano stanowisko Naczelnego Dowódcy (któremu odmówił). Gott zginął w drodze na nowe stanowisko, gdy jego samolot został zestrzelony. Na jego miejsce mianowano gen. por. Bernarda Montgomery'ego, który objął dowództwo 13 sierpnia.

## Pamięć
Pierwsza i druga bitwa pod El Alamein stoczona trzy miesiące później nadal mają duże znaczenie dla krajów, które wzięły w niej udział. Szczególnie w Nowej Zelandii wynika to ze znaczącego wkładu jej wojsk w obronę El Alamein, zwłaszcza z dużej roli, jaką odegrał Batalion Maorysów. Żołnierze tego batalionu zostali nazwani bohaterami wojennymi, jak dowódca ppłk Frederick Baker, ppłk James Henare i ppłk Eruera Love, z których ostatni zginął w akcji.